# Ronal Barbaren
Ronal Barbaren er en dansk stereoskopisk computeranimationsspillefilm fra 2011 instrueret af Thorbjørn Christoffersen, Kresten Vestbjerg Andersen og Philip Einstein Lipski, og er deres tredje biograffilm efter Terkel i knibe og Rejsen til Saturn, produceret af Einstein Film med støtte fra Dansk filminstitut, TV 2, og distribueret af Nordisk Film og Nordisk Film & TV Fond. Det er en humoristisk fantasy-eventyrfilm som parodierer barbarerne og andre stereotyper af sword and sorcery fiktion, rollespil og film som Conan the Barbarian og Dungeons & Dragons klassen, fantasy-boomet i 1980'erne sammen med heavy metal. Filmen har premiere i Danmark 29. september 2011.

## Handling
På et klippefremspring ligger en landsby, beboet af verdens bedste krigere - barbarerne. I barbarernes landsby er alle selvfølgelig kampdygtige (og omhyggeligt epilerede og olie-indsmurte) muskelbundter - undtagen den splejsede og selvværdsramte barbar Ronal, som må finde sig i mangt og meget fra sine lidet tænksomme med-barbarer. Tilfældet vil dog at han som den eneste undslipper, da den onde fyrst Volcazar angriber landsbyen og bortfører alle barbarerne. Ronal må nu drage ud i verden for at redde barbarerne og bekæmpe Volcazars planer om at erobre hele verden, sammen med den buttede og dameglade (omend lidet succesfulde) skjald Alibert, den krigeriske skjoldmø Zandra og den metroseksuelle elver Elric, og han må kæmpe mod både amazoner, feer med giftpile og mange andre farer.

## Stemmer
Stemmeskuespillerne inkluderer Anders Juul, Lars Bom, Ole Ernst, sword and sorcery-veteranerne Brigitte Nielsen og Sven-Ole Thorsen og Lars Mikkelsen i den originale danske version og Adrian Edmondson, Ben Bledsoe, Dee Snider og Louis Lombardi i den engelsksprogede dubbing.
- Anders Juul – Ronal
- Hadi Ka-Koush – Alibert
- Lærke Winther Andersen – Zandra
- Brian Lykke – Elric
- Lars Mikkelsen – fyrst Volcazar
- Peter Aude – Gundar
- Lars Bom – Gorak
- Jens Jacob Tychsen – Gu'ra Zul
- Ole Thestrup – Oraklet
- Preben Kristensen – Mester Florian
- Ole Ernst – Fortæller
- L.O.C. – Tango The Bar-Hunk
- Gitte Nielsen – Amazonernes Dronning
- Jesper Binzer – Sporfugl/Fuld fyr
- Bodil Jørgensen – Bar-fe
- Szhirley – Amazon-vagt

### Øvrige stemmer
- Michael Frandsen
- Niels Rahr
- Jan Duckert
- Bjarne Spellerberg Orfelt
- Henrik Juul
- Zdenko Santini
- Anders Brogaard Jensen
- Mads Buch
- Adam Jala Alaldi
- Tobias Gundorff Boesen
- Thorbjørn Christoffersen
- Philip Einstein Lipski
- Eddy May
- Maria Einstein Biilmann
- Mette-Marie Trier
- Josefine Stork Jangaard
- Isabella Munk Billing
- Josefine Poulsen
- Liva Prescott Thomsen
- Amira Høgh Daimar
- Katja Byskov Møntsted
- Mette Meyer-Zeuthen
- Martin Preisler